# Oligoaeschna platyura
Oligoaeschna platyura – gatunek ważki z rodziny żagnicowatych (Aeshnidae).